# Matthias Henkel (Historiker)
Matthias Henkel (* 1962 in Kassel) ist ein deutscher Kulturhistoriker, Europäischer Ethnologe und Kulturmanager. Seit 31. Dezember 2021 leitet er den Fachbereich Museum, Stadtgeschichte und Erinnerungskultur im Bezirksamt Neukölln sowie das Museum Neukölln. Im Interview mit dem Museumsjournal formuliert Henkel seine Vision für das Museum Neukölln. Er war als Mitglied im Leitungsteam am Zentrum für Audience Development im Institut für Kultur- und Medienmanagement, Freie Universität Berlin, engagiert. Er gründete im Februar 2016 als Kultur- und Museumsberater die Agentur Embassy of Culture. Zwischen 2013 und 2016 war er als Markenberater im Kultursektor für die MetaDesign AG und als Pressesprecher der Taskforce Schwabinger Kunstfund tätig. Seit Jahren ist er Fachbeirat Kultur im Verband Deutscher Fachjournalisten. Seit 2024 ist er Co-Sprecher der Fachgruppe Nachhaltigkeit im Berliner Museumsverband, die sich für eine ganzheitlich-nachhaltige Transformation der Berliner Kultur- und Museumslandschaft engagiert.

## Leben
Henkel studierte Volkskunde, Ur- und Frühgeschichte, Anthropologie und Paläo-Ethnobotanik an der Universität Göttingen und schloss 1990 mit dem Magister ab. 1996 wurde er mit einer Arbeit im Bereich der interdisziplinären Sachkulturforschung im Fach Volkskunde/Europäische Ethnologie promoviert. Nach Museumsvolontariat im Weserrenaissance-Museum Schloss Brake und Assistenzzeit an der Universität Göttingen war er von 1996 bis 2001 am Germanischen Nationalmuseum Nürnberg, zunächst im Bereich Marketing und Kommunikation, später als Pressesprecher und persönlicher Referent des Generaldirektors tätig.
Zwischen 2001 und 2009 leitete Henkel die Stabsstelle Presse, Kommunikation und Sponsoring in der Generaldirektion der Staatlichen Museen zu Berlin, Stiftung Preußischer Kulturbesitz unter Generaldirektor Peter-Klaus Schuster.
Von Januar 2009 bis Februar 2013 war Henkel Direktor der Museen der Stadt Nürnberg, eines Museumsverbundes mit sieben Museen, drei Sammlungen und zwei historischen Sehenswürdigkeiten. Der Museumsverbund versteht sich als polyzentrisches Gedächtnis der Stadt, bei dem die einzelnen Themenbereiche der Stadtgeschichte jeweils an authentischen Orten präsentiert werden. Zur Entwicklung der Nürnberger Museumslandschaft organisierte Henkel seit 2009 die Reihe der Nürnberger museologischen Tagungen. Im Februar 2013 gab er sein Ausscheiden als Museumsdirektor und seinen Wechsel als Kulturberater zur Agentur MetaDesign bekannt.
Zwischen 2013 und 2016 nahm er einen Lehrauftrag am Institut für Kultur- und Medienmanagement der Freien Universität Berlin wahr. Sein Forschungsschwerpunkt liegt in der Kulturmarktanalyse und Besucherforschung als Grundlage für die Entwicklung nachfrageorientierter, zukunftsweisender Vermittlungsstrategien im Kultur- und Bildungsmanagement.
Henkel engagiert sich in Fachgremien für die Belange der Museologie: Er war Mitglied im Kuratorium der Museumsstiftung Post und Telekommunikation, Beirat der Fachgruppe Geschichtsmuseen im Deutschen Museumsbund, Mitglied im Vorstand der Arbeitsgemeinschaft der Museen in Bayern und Mitglied im Kuratorium der Evangelischen Stadtakademie Nürnberg sowie wissenschaftlicher Fachbeirat Kultur im Deutschen Fachjournalisten-Verband.
Zwischen 2010 und 2016 war er Mitglied im Vorstand des deutschen Nationalkomitees des International Council of Museums (ICOM). Auf der Generalkonferenz von ICOM in Mailand wurde er 2016 in den Vorstand des Internationalen Komitees ICOM-MPR gewählt. Zwischen 2019 und 2021 amtierte er als Präsident des Internationalen Komitee MPR im Internationalen Museumsrat ICOM. Er ist ehrenamtlicher Fachbeirat Kultur im Deutscher Fachjournalistenverband. Seit 2023 ist Henkel Einzelmitglied der Kulturpolitischen Gesellschaft (Bonn).
Im Juni 2008 wurde Henkel durch das Portal Kulturmarken zum Kulturmanager des Monats gewählt.

## Kuratorische Tätigkeit
Gemeinsam mit der namibischen Künstlerin Isabel Tueumuna Katjavivi kuratiert er 2023/24 die Ausstellung "Buried Memories. Vom Umgang mit dem Erinnern. Der Genozid an den Ovaherero und Nama" im Museum Neukölln. Dabei greift der Fachbereich Museum, Stadtgeschichte, Erinnerungskultur im Bezirksamt Neukölln in Kooperation mit der Volkshochschule Neukölln das wichtige erinnerungspolitische Thema des Umgangs mit der Kolonialzeit auf und reagiert auf den kulturpolitischen Auftrag durch die BVV-Neukölln, das Konzept für den zukunftsgewandten Umgang mit dem sogenannten Hererostein zu entwickeln. Die Ausstellung dient als Impulsgeber für eine vielschichtige Reflexion. Ziel des Dialoges ist es, einen zeitgemäßen Umgang mit dem kolonialen Erbe gemeinsam zu entwickeln. Die veranstalteten Führungen, Workshops, Seminare, Podiumsdiskussionen und Interviews werden auf der Website des Museums dokumentiert. Von besonderem Interesse sind die Statements der Repräsentanten der vom Völkermord in besonderer Weise betroffenen Herero und Nama.

## Lehraufträge und Dozententätigkeit
- Lehrauftrag[15] zum Kunstwerk von Joseph Beuys „7000 Eichen. Stadtverwaldung statt Stadtverwaltung“ an der Universität Kassel WS 2021/2022 und im SoSe 2022  #BEUYS7000 - 40 Jahre später  – Zur sozialen Verwurzelung der Stadtverwaldung
- Gastprofessur an der Donau-Universität Krems WS 2021/2022
- Hochschule für Technik und Wirtschaft Berlin: im Studiengang Museumskunde und im Studiengang Öffentliches Dienstleistungs-Management
- Universität Erlangen-Nürnberg, Lehrstuhl für Landesgeschichte
- Mitwirkung bei WISO-culturale. Kunst und Kultur für Wirtschaftswissenschaftler. Schlüsselqualifikationsmodul innerhalb des Bachelor-Studiums gemeinsam mit dem Lehrstuhl für Wirtschaftswissenschaften der Universität Erlangen-Nürnberg
- Volontärsakademie der Landesstelle für die nichtstaatlichen Museen in Bayern
- Bayerische Museumsakademie
- Das Grüne Museum. Effizienz und Nachhaltigkeit im Museum

## Schriften (Auswahl)
- Der Kachelofen. Ein Gegenstand der Wohnkultur im Wandel. Eine volkskundlich-archäologische Studie auf der Basis der Hildesheimer Quellen. Diss. Göttingen 1996. 3 Bände Digitalisat.
- Die Tasse... Zur Trinkkultur am Arbeitsplatz. Eine Arbeitsplatzanalyse aus kulturwissenschaftlicher Sicht. In: R. W. Brednich und H. Schmitt (Hrsg.): Symbole im Alltag. Über die Bedeutung der Zeichen in der Kultur. Kongressbericht der Deutschen Gesellschaft für Volkskunde, Karlsruhe 1997, S. 226–239.
- Das Paradigma Nürnberg: Stadt der Reichstage – Stadt der Reichsparteitage – Stadt der Nürnberger Prozesse – Stadt der Menschenrechte. In: Histoire & Mémoire. Beiträge zur Tagung Europäische Perspektiven der Gedenkstättenpädagogik. Vom 19. – 21. Oktober 2009. Centre de Documentation et de Recherche sur l’Enrôlement forcé, No. 3, Luxembourg 2011, S. 61–71.
- Wie viel Museum braucht eine Stadt? Eine Einführung. In: Matthias Henkel (Hrsg.): Wie viel Museum braucht eine Stadt? Dokumentation der Fachtagung am 18./19. September 2009, Berlin 2011, 11–34, ISBN 978-3-936962-81-9.
- Bewahrt die Kunst! – Die Ordnung der Dinge. Themenzentrierte Betrachtungen zum Museumsentwicklungsplan der Museen der Stadt Nürnberg von 2011. In: Henkel, Matthias (Hrsg.): Bewahrt die Kunst!. Auftrag und Anforderung zukunftsweisender Museumsarbeit. Tagungsband der museologischen Fachtagung 2011, Berlin 2012, S. 27–46, ISBN 978-3-943132-19-9.
- Museen als Orte Kultureller Bildung. In: Handbuch Kulturelle Bildung. (Kulturelle Bildung. Eine Reihe der BKJ – Bundesvereinigung Kulturelle Kinder- und Jugendbildung,  kopaed 30), München 2012, S. 659–664, ISBN 978-3-86736-330-3.
- Shutdown vs. Kickoff? Museen neu denken im Zeitalter von COVID-19. Ein fiktionales Soliloquium. 2021. Kulturelle Bildung Online.
- Museum.Macht.Identität? Das Stadtmuseums als Möglichkeitsraum kultureller Überlappungen. In: Anja Grebe (Hg.): Bildung, Bürger. Nation. Stadtmuseen im 19. Jahrhundert. (Schriftenreihe des Instituts für Österreichkunde). Budapest, 2022, 147-195.
- Culture is/as/for Change – Kultur macht Sinn: Zum Konzept eines kulturell fundierten Verständnisses von Nachhaltigkeit. In: Anna Blaich, Felix Grädler, Henning Mohr, Hannes Seibold (Hg.): KULTUR:WANDEL – Impulse für eine zukunftsweisende Kulturpraxis. erscheint in Kooperation mit der Kulturpolitischen Gesellschaft e.V. gefördert im Rahmen des NEUSTART-Programms der Beauftragten der Bundesregierung für Kultur und Medien (BKM). Transkript Verlag (Schriften zum Kultur- und Museumsmanagement) 2023, 241-266.

Herausgeberschaft
- V.i.S.d.P. und Gesamtredakteur der Museumszeitung der Staatlichen Museen zu Berlin (2001–2009).
- et al. Museumszeitung der Museen in Nürnberg (2009–2013).
- Wie viel Museum braucht eine Stadt? Dokumentation der Fachtagung am 18./19. September 2009, Berlin 2011, ISBN 978-3-936962-81-9.
- Bewahrt die Kunst!. Auftrag und Anforderung zukunftsweisender Museumsarbeit. Tagungsband der museologischen Fachtagung 2011, Berlin 2012, ISBN 978-3-943132-19-9.
- et al. #DerSchönsteTag. Hochzeit in Neukölln. Katalog zur Ausstellung. Museum Neukölln 2022. ISBN 978-3-944141-27-5.